# Sant Serni de Clarà
Sant Serni de Clarà és una església reconstruïda al segle xvii sobre una església romànica anterior, al municipi d'Avià, protegida com a bé cultural d'interès local.

## Descripció
Església de planta rectangular, amb la porta i el campanar a ponent, feta de carreus sense desbastar de diverses mides units amb morter. Està coberta a dues aigües amb teula àrab. No té gaires obertures, a la façana en destaquen tres disposades flanquejant la porta i a la seva zona superior respectivament i, com la porta, són allindanades. Interiorment està estructurada en una sola nau amb el sostre de fusta, però probablement tenia volta de canó. La porta és allindanada i en aquesta hi figura la data de 1667 amb una ornamentació amb figures zoomorfes afrontades. Als peus hi ha un campanar d'espadanya, avui destruït en la zona central.

## Història
Les primeres notícies del lloc de Clarà i del castell de Clariano són l'acta de consagració de l'església de St. Martí d'Avià, al 907. El 1003 es tenen notícies de l'església advocada a St. Sadurní que el comte d'Oliba cedí, juntament amb sta. Maria d'Avià, al monestir de Sta. Maria de Serrateix. Al s. XVII l'edifici romànic fou substituït per l'actual construcció. Durant la Guerra Civil fou malmesa i s'hi abandonà el culte. A principis dels noranta del s. XX, després d'una campanya de neteja, el Departament de Política Territorial i Obres Públiques de la Generalitat de Catalunya atorgà un crèdit per poder iniciar-ne la restauració.